# Jacqueline LaVine
Jacqueline Carol LaVine, detta Jackie (Maywood, 4 ottobre 1929 – 21 ottobre 2022), è stata una nuotatrice statunitense, specializzata nello stile libero.

## Palmarès

### Olimpiadi
- Bronzo a Helsinki 1952 nella staffetta 4x100 metri stile libero.

### Giochi panamericani
- Oro a Buenos Aires 1951 nella staffetta 4x100 metri stile libero.
- Argento a Buenos Aires 1951 nei 100 metri stile libero.